# John Stossel
John Frank Stossel (Chicago, 6 de marzo de 1947) es una personalidad de la televisión, escritor y comentarista político libertario estadounidense, conocido por su carrera tanto en ABC News como en Fox Business Channel.
En octubre de 2009, Stossel dejó su trabajo de muchos años en ABC News para unirse al Fox Business Channel y al Fox News Channel. Es el presentador de un programa semanal de noticias en Fox Business llamado Stossel, el cual salió al aire por primera vez el 10 de diciembre de 2009. Stossel también provee análisis en forma regular en varios programas de Fox News, entre ellos en The O'Reilly Factor. También escribe un blog en Fox News, "John Stossel's Take". Stossel ha sido un columnista de periódico sindicado a nivel nacional desde febrero de 2011.
El estilo de Stossel combina reportajes con comentario. Este último refleja una filosofía libertaria y posiciones sobre la economía que son en gran medida en apoyo del libre mercado. Comenzó su carrera como periodista como investigador de KGW-TV, fue reportero del consumidor en WCBS-TV en la ciudad de Nueva York, y luego de unió a ABC News como editor de consumidores y reportero en Good Morning America. Stossel luego pasó a ser corresponsal de ABC News, uniéndose al programa semanal de revista 20/20, eventualmente convirtiéndose en el coconductor.
Como reportero, Stossel ha recibido numerosos premios, entre ellos 19 Premios Emmy, y ha sido honrado en cinco ocasiones por excelencia en el reportaje sobre temas del consumidor por el National Press Club. En 2011, John Stossel recibió el título de doctor honoris causa en la Universidad Francisco Marroquín. También ha escrito dos libros que cuentan como sus experiencias en el periodismo han delineado sus posiciones socioeconómimcas, Give Me a Break en 2004 y Myths, Lies, and Downright Stupidity en 2007. ABC dijo: "Sus reportajes por lo general van en contra de las posiciones generales de la prensa establecida y ofrece a la cadena algo fresco y diferente... [pero] lo hacen el objetivo de los grupos a los que ofende". Stossel también ha sido el vocero de la Fundación de Tartamudez de Estados Unidos.

## Primeros años
John F. Stossel nació el 6 de marzo de 1947, en Chicago Heights, Illinois, siendo el menor de dos hijos de padres judíos que se escaparon de Alemania antes de que Hitler llegara al poder. Se unieron a una iglesia congregacinalista en los Estados Unidos, y Stossel fue criado como protestante. Creció en el rico barrio de Chicago North Shore y se graduó de la Escuela Secundaria New Trier. Stossel describe a su hermano mayor Tom como "la superestrella de la familia", diciendo que "mientras yo iba a fiestas y jugaba al póquer, el estudió mucho, sacó las mejores notas, y estudió medicina en Harvard". Stossel se describe a sí mismo como "un estudiante indiferente" en la universidad, indicando que "Me la pasaba distraído en la mitad de mis clases en Princeton, y apliqué a un posgrado solo porque era ambicioso, y un posgrado parecía ser el camino correcto para una persona de 21 años que quería salir adelante". Aunque había sido aceptado a la Escuela de Administración de Hospitales de la Universidad de Chicago, Stossel estaba "cansado de la escuela" y consideró tomar un trabajo que lo inspire a tomar sus estudios de posgrado con un vigor renovado.

## Carrera

### Inicios
Stossel pretendía trabajar para Seattle Magazine, pero había quebrado para cuando se graduó. Sus contactos allí, no obstante, le consiguieron un trabajo en KGW-TV en Portland, Oregón, en donde Stossel comenzó a trabajar como recadero, pero eventualmente ascendiendo al puesto de investigador y luego escritor. Luego de unos cuantosaños, el director de noticias le dijo a Stossel que salga al aire y lea lo que escribió. Stossel, quien confiesa haberse sentido asustado de salir al aire, ha dicho estar avergonzado de los videos de sus primeras presentaciones. No obstante, Stossel dijo que su miedo lo llevó a mejorar, examinando las presentaciones de David Brinkley y Jack Perkins para imitarlos. Stossel también luchó con un problema de tartamudez que traía desde su niñez. Después unos cuantos años de ser copresentador, Stossel fue contratado por WCBS-TV en la ciudad de Nueva Yorkp or Ed Joyce, el mismo director de noticias que había contratado a Arnold Diaz, Linda Ellerbee, Dave Marash, Joel Siegel y Lynn Sherr. Stossel estaba decepcionado con CBS porque sintió que el periodismo era de menor calidad que en Portland, y no le gustó la menor cantidad de tiempo que se le dedicaba a la investigación. Stossel indica que regulaciones sindicales que desincentivaban el trabajo extra eran lo que hacían que los empleados sean creativos, algo que dice fue su "primera introducción real a los negocios hechos por los intereses especiales". Stossel también "odiaba" a Joyce, a quien el considerada "frío y criticón", aunque Stossel también indica que Joyce fue el que le dio la libertad de seguir a sus propias ideas de noticias, y quien le recomendó ir al Hollins Communications Research Institute en Roanoke, Virginia, el cual curó casi por completo el problema de tartamudez de Stossel.
Stossel se mostró cada vez más frustrado al tener que seguir la visión de lo que representaban las noticias para el editor. Tal vez debido a su tartamudez, siempre trató de evitar cubrir las noticias que otros estaban cubriendo, sintiendo que no podría ser exitoso si se veía obligado a competir con otros reporteros gritando preguntas en conferencias de prensa. No obstante, esto llevó a Stossel a darse cuenta en forma inesperada de eventos más importantes que estaban sucediendo en forma más lenta, como el movimiento feminista, el crecimiento de la tecnología informática, y los avances en métodos anticonceptivos, en lugar de eventos diarios como designaciones en el gobierno, elecciones, incendios o crímenes. Un día, Stossel ignoró al editor para darle a Ed Joyce una lista de ideas que el editor había rechazado. Joyce pensó que las ideas de Stossel eran mejores y las aprobó.

### 20/20
En 1981 Roone Arledge le ofreció a Stossel un trabajo en ABC News como corresponsal para 20/20 y como reportero del consumidor para Good Morning America. Sus segmentos titulados "Give Me a Break" (lit. ¡Hazme el favor!) para el primero incluían una mirada escéptica a temas que iban de regulación gubernamental la cultura pop, a la censura y el temor sin fundamentos. La serie generó un spinoff de especiales televisivos de una hora con presupuestos de medio millón de dólares que comenzaron en 1994. Estos incluyen:
- "Give Me a Break" – segmento regular
- You Can't Even Talk About It – 2009[14]
- Bailouts and Bull (en asociación con ReasonTV) – 2009
- Age of Consent – 2009
- John Stossel's Politically Incorrect Guide to Politics – 2008
- Sex in America – 2008
- Sick in America, Whose Body Is It Anyway? – 2007
- Cheap In America – 2007
- Myths, Lies and Downright Stupidity – 2007
- Cheap in America – 2006
- Stupid in America: How We Cheat Our Kids – 2006[15]
- Privilege in America: Who's Shutting You Out? – 2006
- War on Drugs: A War on Ourselves – 2002
- Freeloaders – 2001
- John Stossel Goes to Washington – Spring 2001
- Is America #1? – 1999
- Greed – 1999
- Common Sense – 1995
- Are We Scaring Ourselves to Death?
- Junk Science: What You Know That May Not Be So
- Boys and Girls Are Different
- You Can't Say That!
- The Power of Belief

Mientras trabajaba en 20/20, Stossel descubrió la revista Reason, y se dio cuenta de que las ideas libertarias de sus escritores hacían sentido para él. Stossel fue nombrado copresentador de 20/20 en mayo de 2003, mientras escribía su primer libro, Gimme a Break: How I Exposed Hucksters, Cheats, and Scam Artists and Became the Scourge of the Liberal Media, el cual fue publicado en 2004. En él, detalla sus primeros pasos en el mundo del periodismo y el reportaje de los consumidores, y como se desarrollaron sus creencias libertarias.

### Fox News Channel y Fox Business Network
En septiembre de 2009 se anunció que Stossel dejaría ABC y se uniría a las cadenas de News Corp. Fox News Channel y Fox Business Network. Además de participar de The O'Reilly Factor todos los martes por la noche, es el presentador de un programa semanal de una hora en la Fox Business Network y una serie de especiales de una hora en el Fox News Channel, además de ser invitado frecuente en programas de Fox News.
Su programa, titulado Stossel, debutó el 10 de diciembre de 2009 en la Fox Business Network. El programa se enfoca en temas enfocados al consumidor tales como las libertades civiles, el negocio del cuidado de la salud y el libre comercio. Su blog, "Stossel’s Take", es publicado tanto en FoxBusiness.com como en FoxNews.com.

### Publicaciones
Stossel ha escrito tres libros. Give Me a Break: How I Exposed Hucksters, Cheats, and Scam Artists and Became the Scourge of the Liberal Media es una autobiografía de 2005 de Harper Perennial que documenta su carrera y su transición filosófica del izquierdismo estadounidense al libertarismo. Describe su oposición a la regulación gubernamental, su creencia en el libre mercado y la empresa privada, el apoyo a la reforma de las leyes de agravio, y su apoyo por una transición de los servicios sociales del gobierno a las caridades privadas. El libro fue un superventas del New York Times por 11 semanas. Myths, Lies, and Downright Stupidity: Get Out the Shovel – Why Everything You Know Is Wrong, publicado en 2007 por Hyperion, cuestiona la validez de muchas creencias populares, y sostiene que la creencia de que es conservador no es cierta. El 10 de abril de 2012, Threshold Editions, publicó el tercer libro de Stossel No, They Can't: Why Government Fails – But Individuals Succeed. En él, argumenta que las políticas gubernamentales cuyo objetivo es el de resolver problemas más bien crean problemas nuevos, y que los individuos libres y el sector privado realiza muchas tareas en forma más eficiente que el gobierno.
Con el apoyo financiero del libertario Fondo Palmer R. Chitester, Stossel y ABC News publicaron una serie materiales educacionales para escuelas públicas titulados "Stossel in the Classroom". El programa fue comprado por el Center for Independent Thougth en 2006 y lanza un nuevo DVD con materiales cada año. En 2006, Stossel y ABC lanzaron Teaching Tools for Economics, una serie de videos basados en los estándares del National Council of Economics Education.
Desde febrero de 2011, Stossel ha escrito una columna semanal para Creators Syndicate. Sus artículos han sido publicados en publicaciones como Newsmax, Reason, y Townhall.

## Posiciones políticas y personales

### Contrarianismo
Stossel's news reports and writings attempt to debunk popular beliefs. His Myths and Lies series of 20/20 specials challenges a range of widely held beliefs. He also hosted The Power of Belief (October 6, 1998), an ABC News Special that focused on assertions of the paranormal and people's desire to believe. Another report outlined the belief that opposition to DDT is misplaced and that the ban on DDT has resulted in the deaths of millions of children, mostly in poor nations.

### Libertarismo

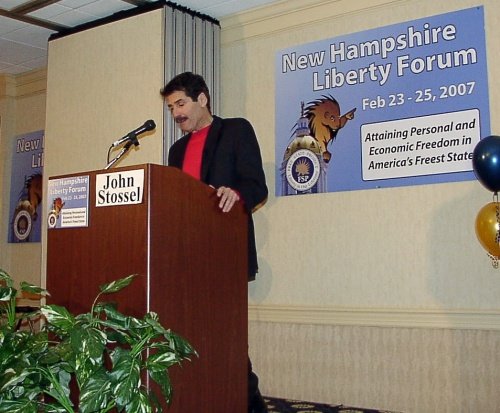
Stossel en el New Hampshire Liberty Forum del Free State Project.

Como libertario, Stossel dice que creen tanto en la libertad personal como en el libre mercado. Frecuentemente utiliza sus programas televisivos para presentar esta filosofía y desafiar la desconfianza de los televidentes en el capitalismo de libre mercado y la competencia económica. En 2008 fue nombrado Doctor Honoris Causa por parte de la Universidad Francisco Marroquín, una universidad de ideología liberal en Guatemala. El 26 de octubre de 1994 dijo lo siguiente en una entrevista con The Oregonian.

Comencé con una visión del mercado como un lugar cruel, en el que se necesitaba de la intervención del estado y de los abogados para proteger a la gente. Pero luego de ver trabajar a los reguladores, he llegado a la conclusión de que los mercados son mágicos y los mejores protectores del consumidor. Es mi trabajo explicar las bondades del libre mercado.

Me siento un poco avergonzado de que me haya tomado tanto tiempo el darme cuenta de la tontería que son la mayoría de las intervenciones del gobierno. Pasaron probablemente 15 años hasta que desperté y me di cuenta que en casi todos los intentos por parte del gobierno para mejorarlas cosas, sólo las hace peor.

Stossel sostiene que el interés propio, o la "avaricia", crea un incentivo para trabajar más duro y para innovar. Ha apoyado la elección escolar como una forma para mejorar las escuelas estadounidenses, con la creencia de que cuando las personas tienen la opción de elegir, eligen las escuelas que se adaptan mejor a sus hijos. En referencia a los exámenes eduacionales que ubican a los estudiantes estadounidenses por debajo de otros, dijo:

Las personas que administran los exámenes internacionales nos dice, "la mejor predicción del éxito de los estudiantes es la elección". Las naciones que "adjunta el dinero a los niños" y por lo tanto permiten a los padres escoger entre iferentes escuelas públicas y privadas tienen mejores calificaciones en los exámenes. Esto no debería ser ninguna sorpresa; la competencia nos hace mejores.

Stossel ha criticado a programas gubernamentales por ser ineficientes, dañidos y derrochadores. También ha criticado el sistema legal estadounidense, diciendo que provee a abogados y a fastidiosos litigadores incentivos para realizar demandas frívolas en forma indiscriminada. Stossel alega que estas demandas a menudo generan más riqueza para los abogados que para los clientes que se la merecen, sofocan la innovación y las libertades personales, y causan daños a los ciudadanos, los contribuyentes, los consumidores y los negocios. Aunque Stossel reconoce que algunas demandas son necesarias para traer justicia para aquellas personas que genuniamente son afectadas en forma negativa por otras con mayor poder económico, propone el uso de la regla inglesa en los Estados Unidos como una forma para reducir las demandas más abusivas o frívolas.
Stossel está en contra del bienestar corporativo, los rescates financieros, y la Guerra de Irak. También se opone a las prohibiciones legales en contra de la pornografía, la marihuana, las drogas recreacionales, el juego, la reventa de entradas, la prostitución, la poligamia, la homosexualidad y el suicidio asistido, y considera que la mayoría de los abortos deberían ser legales. Es un promotor de impuestos más simples y más bajos, y ha apoyado o explorado varias ideas en sus especiales y en su serie de televisión para cambiar el sistema de impuestos, incluyendo una transición a un impuesto de tasa única, y el reemplazo del impuesto a la renta con el FairTax.
When the Department of Labor reissued federal guidelines in April 2010 governing the employment of unpaid interns under the Fair Labor Standards Act based on a 1947 Supreme Court decision, Stossel criticized the guidelines, appearing in a police uniform during an appearance on the Fox News program America Live, commenting, "I’ve built my career on unpaid interns, and the interns told me it was great – I learned more from you than I did in college." Asked why he did not pay them if they were so valuable, he said he could not afford to.

### Agnosticismo
En el episodio del 16 de diciembre de 2010 de Stossel titulado Escéptico o Creyente, Stossel se identificó a sí mismo como agnóstico, explicando que aunque el no creía en Dios, tampoco consideraba que la idea de Dios era algo imposible.

## Críticas y elogios

### Premios
Stossel ha ganado 19 Premios Emmy. Fue honrado en cinco ocasiones por excelencia en reportaje del consumidor por el National Press Club, ha recibido un Premio Geroge Polk por Excelencia en Reportajes Locales y un Premio Peabody. Según Stossel, cuando estaba en favor de la intervención gubernamental y tenía escepticismo hacia la empresa privada, recibía grandes cantidades de premios, pero en 2006, dijo "No les agrado tanto... Una vez que comencé a aplicar el mismo escepticismo al gobierno, dejé de ganar premios". El 23 de abril de 2012, Stossel recibió la Medalla Presidencial de Chapman University, por parte del en ese entonces presidente, James Doti, y el canciller Danielle Struppa. El premio ha sido otorgado solamente a un puñado de personas den los últimos 150 años. Stossel es doctor honoris causa de la Universidad Francisco Marroquín.

### Elogios
El economista monetarista de la Escuela de Chicago y ganador del Premio Nobel, Milton Friedman, alabó a Stossel diciendo: "Stossel es un bicho raro, un comentarista de televisión que entiende de economía, con todas sus sutilezas". Steve Forbes, el editor de la revista Forbes, describió a Stossel como cautivante y "uno de los periodistas más valientes y capaces de Estados Unidos". P. J. O'Rourke, el autor de Eat the Rich y Parliament of Whores elogió a Stossel diciendo: 

... sobre la capacidad de John Stossel de descubrir información precisa. Él busca las verdad y destruye las perogrulladas, utiliza la razón encontra de todo lo no razonable y... perfora el idealismo santurrón... Vuelve loco a lo enloquecedor. Y las historias de Stossel sobre lo escandaloso son escandalosamente entretenidas.

Un artículo publicado por el grupo libertario Advocates for Self Government resalta los elogios a Stossel. El analista de investigación del Independent Institute Anthony Gregory, escribiendo en el blog libertario, LewRockwell.com, describió a Stossel como un "héroe solitario... un inconformista de la prensa y proponente de la libertad en el mundo de la prensa tradicional que por lo general es estatista". El analista de inversiones libertario Mark Skousen ha dicho que Stossel es un "verdadero héroe libertario".

### Críticas y controversias
Organizaciones progresistas como el Fairness and Accuracy In Reporting (FAIR) y Media Matters for America (MMfA) han criticado el trabajo de Stossel, por lo que ellos perciben como una falta de balance en la cobertura y distorsión de hechos. Por ejemplo, Stossel fue criticado por un segmento en su programa del 11 de octubre de 1999, en el cual argumentó que la investigación para el SIDA recibía demasiado financiamiento, "25 veces más que el Parkinson, el cual mata a muchas más personas". FAIR respondió diciendo que el SIDA había matado más personas en los Estados Unidos en 1999, pero Stossel estaba hablando en términos de más de un país en tan solo un año.
En un artículo de febrero de 2000 en Salon.com sobre Stossel titulado "Propagandista del Prime-time" (en inglés, "Prime-time propagandist"), David Mastio escribió que Stossel tenía un conflicto de intereses al donar las ganancias de sus charlas públicas a, entre otras, una fundación sin fines de lucro llamada "Stossel en la clase" la cual incluye materiales para su uso en escuelas, algunos de los cuales han sido creados por Stossel.
El economista James K. Galbraith  de la Universidad de Texas ha alegado que Stossel, en su especial de septiembre de 1999 Is America #1? (en español, "¿Es Estados Unidos el #2), utilizó un vídeo fuera de contexto de Galbraith para presentar la idea de que él estaba a favor de que Europa adopte las políticas de libre mercado practicadas por los Estados Unidos, cuando en realidad Galbraith estaba a favor de la implementación de ciertos mecanismos de transferencias de beneficios sociales de los Estados Unidos en Europa como la Seguridad Social, la cual es un punto de vista económico opuesto. Stossel rechazó esta noción y declaró que no era su intención mostrar que Galbraith estaba de acuerdo con todas las ideas del especial. Sin embargo, reeditó esa porción del programa para la repetición del show en septiembre del año 2000, en la cual Stossel parafraseó, "Incluso economistas que gustan de las políticas europeas, como James Galbraith, hoy en día reconocen el éxito de los Estados Unidos".

#### Vegetales orgánicos
Una historia de febrero del año 2000 sobre vegetales orgánicos en 20/20 incluía declaraciones realizadas por Stossel que estudios habían demostrado que ni muestras de productos agrícolas convencionales ni orgánicas contenían residuos de pesticidas, y que la comida orgánica tenía una posibilidad más alta de estar contaminada con la bacteria E. coli. El Environmental Working Group objetó estas declaraciones, principalmente cuestionando las declaraciones sobre la bacteria, pero también lograron determinar que los productos nunca habían sido testeados para comprobar si contaban con residuos de pesticidas. Esta situación fue comunicada a Stossel, pero luego de que el productor del segmento apoyó la versión de Stossel en la que aseguraba que los resultados del estudio habían sido como se los había presentado, la historia fue sacada al aire nuevamente meses después sin ser corregida, y con un adendo grabado por Stossel en el que reiteraba sus afirmaciones. Más adelante, luego de que un reporte en  The New York Times confirmó las alegaciones del Environmental Working Group, ABC News suspendió al productor del segmento por un mes y llamó la atención a Stossel. Stossel se disculpó, diciendo que él había pensado que los estudios habían sido llevados a cabo según lo había reportado. No obstante, aseguró que el fondo del reporte había sido correcto.

#### Frederick K. C. Price
In a March 2007 segment about finances and lifestyles of televangelists, 20/20 aired a clip of Apostle Frederick K. C. Price, a TV minister, that was originally broadcast by the Lifetime Network in 1997. Price alleged that the clip portrayed him describing his wealth in extravagant terms, when he was actually telling a parable about a rich man. ABC News twice aired a retraction and apologized for the error. In August 2010, a lower court's dismissal of the minister's defamation suit against ABC, Price v. Stossel, was overturned by the U.S. 9th Circuit Court of Appeals.

#### “Sick Sob Stories”
En un artículo de opinión publicado en el Wall Street Journal en septiembre de 2007 llamado "Sick Sob Stories", Stossel describió el caso de Tracy y Julie Pierce que fue explorado en el documental Sicko de Michael Moore. Julie Pierce criticó a Stossel, diciendo que su esposo había sido salvado por el sistema de salud canadiense, y pensó que Stossel debió haber entrevistado a ella y su doctor antes de escribir el artículo. Stossel expresó su simpatía, pero dijo que ella había sido engañada para que crea que el tratamiento era algo rutinario en Canadá. Dijo que el tratamiento también es considerado "experimental" en Canadá y que es ofrecido incluso más raramente que en los Estados Unidos.
Stossel no tituló al artículo “Sick Sob Stories”; ese título fue dado por The Wall Street Journal.

#### Calentamiento global
Stossel ha desafiado la noción de que el calentamiento global causado por el hombre llegue a tener consecuencias negativas en general, resaltando que ha habido periodos más calientes en la historia de la humanidad. Un punto central de su argumento es la idea de que grupos e individuos reciben más atención, donaciones y fondos del gobierno cuando aseguran que algo "será terrible" que los grupos que dicen "no hay por qué preocuparse por esto". Menciona a grupos como el World Wildlife Fund, Greenpeace, el Environmental Defense Fund, el Natural Resources Defense Council, y a activistas como Rachel Carson y al exvicepresidente de los Estados Unidos Al Gore como ejemplos de alarmistas ambientales.